# Корінні народи

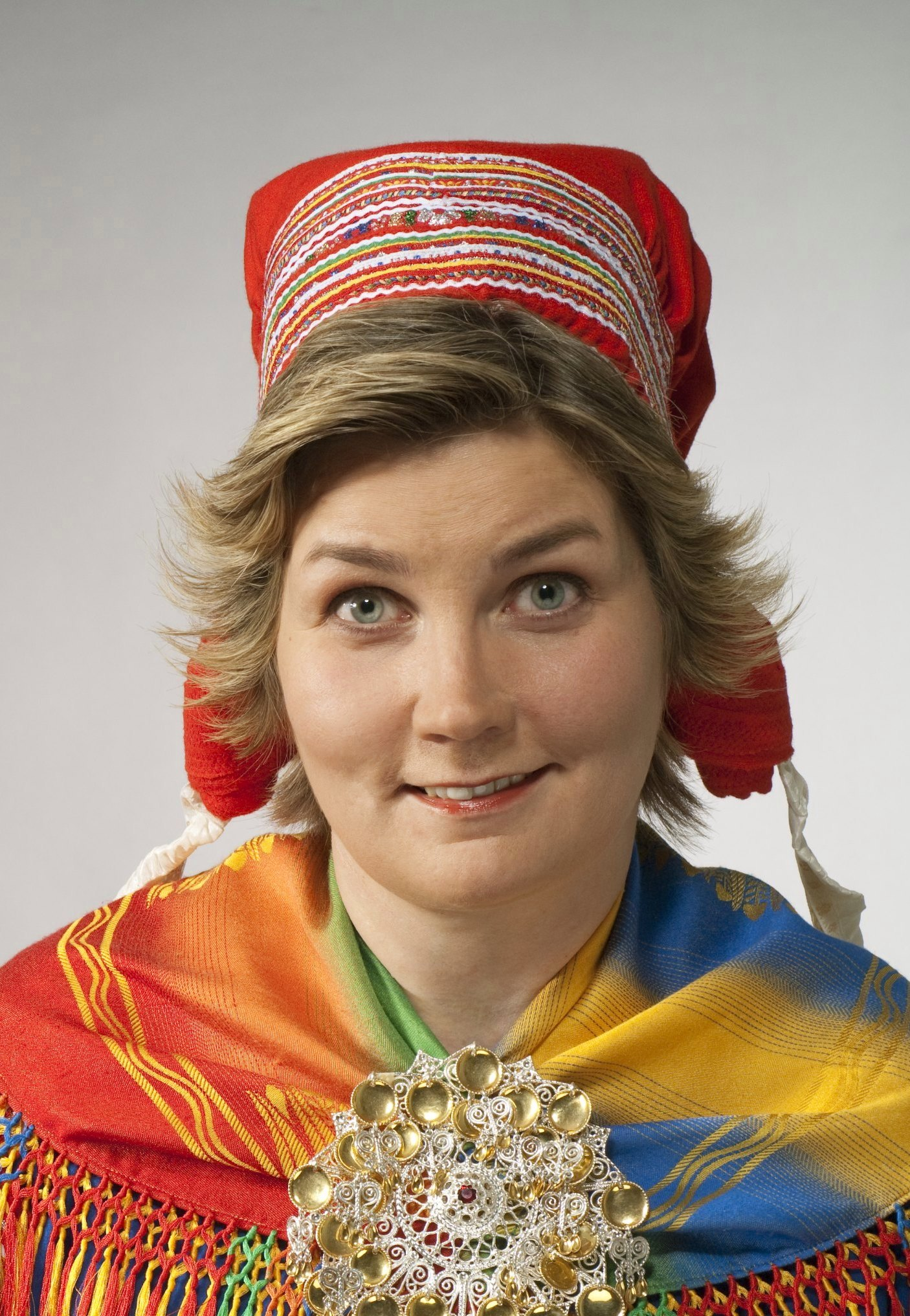
Представниця одного з корінних народів Європи, саамів, — Айлі Кескітало, президент саамського парламенту Норвегії у 2005—2007 роках

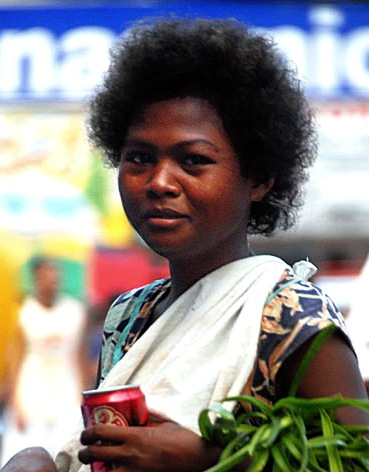
Представниця народу аета (ати), одного з корінних народів Філіппін. Острів Панай

Корінні народи (або тубільці) — народи, які проживають у багатоетнічних суспільствах незалежних країн і є нащадками тих, хто населяв країну або географічну область, частиною якої є дана країна, споконвіку, у період її завоювання або колонізації або в період встановлення наявних державних кордонів.
Корінним народом вважається етнічна спільнота, яка складає меншість у структурі населення країни, тісно пов'язана своїм походженням з певною територією і головне — на відміну від національної меншини не має етнічно спорідненого державного утворення, тобто немає власної держави.
Щодо місцевого населення тієї чи іншої країни використовують терміни аборигени, автохтони, тубільці чи корінне населення, однак у юридичних документах не використовуються. Аборигени (від лат. aborigients; ab origine — від початку) — корінні жителі певної території, які мешкають на ній з давніх-давен, тобто від початку її існування. Автохтони (від гр. autos — сам і chthon — земля) — первісне населення тієї чи іншої землі. Тубільці — загальна назва будь-якої тубільної місцевої популяції, етносу чи нації, яка володіла конкретною територією раніше за прийшлі панівні популяції, етноси чи нації, і має соціальну систему, відмінну від аналогічних систем сусідніх чи прийшлих-панівних популяцій, етносів і націй.
За даними ООН, у світі до корінних народів належать 370 мільйонів осіб у більш ніж 70 країнах, багато хто з яких перебуває на межі зникнення. Суттєвою характеристикою корінних народів є також і те, що вони, незалежно від правового стану, зберігають деякі або всі свої соціальні, економічні, культурні і політичні інститути. Обов'язковою ознакою приналежності до корінних народів є самоусвідомлення самих народів як корінних на цій території.

## Історія
У ході колонізації світу, що почалася у XV столітті та тривала до XX століття, більшість корінних народів, особливо корінних нечисленних народів планети, виявилися під загрозою зникнення. Корінні народи, як сказано у резолюції 61/295 Генеральної Асамблеї ООН від 13 вересня 2007 року, «стали жертвами історичних несправедливостей у результаті, серед іншого, їх колонізації та позбавлення їх своїх земель, територій і ресурсів, що перешкоджає здійсненню ними, зокрема, свого права на розвиток згідно з їх потребами й інтересами…»
Навіть коли не йшлося про фізичне зникнення корінних народів, їхні автохтонні мови у переважній більшості випадків піддавалися загрозі суттєвої деформації або навіть вимиранню — як у формі спонтанної асиміляції, так і навмисного лінгвоциду з боку мов (найчастіше — з боку так званих світових мов), які є державними у тих країнах, до складу яких потрапили території корінних народів. Загрозі суттєвої деформації або зникнення піддавалися і досі піддаються всі автохтонні культури — як через тиск з боку культур титульних націй, так і з причини стихійної глобалізації.
Початок міжнародного визнання особливих прав у корінного населення було покладено у 1957 році, коли було прийнято Конвенцію Міжнародної організації праці (МОП) № 107 «Про захист і інтеграцію корінного та іншого населення, що веде племінний та напівплемінний спосіб життя, у незалежних країнах».

## Права
За права корінних народів раніше виступали в основному екологічні організації. З середини 1970-х років корінні народи почали самостійно відстоювати свої права на національному та міжнародному рівнях.
У 1994 році Генеральна Асамблея ООН проголосила 9 серпня Міжнародним днем корінних народів світу.
На даний час представники корінних народів регулярно беруть участь у роботі Організації Об'єднаних Націй та багатьох інших міжнародних органів, як, наприклад, Арктичної ради.

## Корінні народи
В Україні українці є автохтонним населенням, найбільшою етнічною спільнотою на її території, корінними народами є кримські татари, караїми та кримчаки, які походять з території Криму. Решта етносів в Україні є національними меншинами України, тобто є діаспорою народів, котрі мають свої етнічні батьківщини чи національні утворення за межами України.